# František Zuska
František Zuska (12. června 1887 Svinařov – 27. ledna 1955 Praha) byl český malíř, sochař, medailér a výtvarný pedagog.

## Osobnost

### Životopis
Narodil se v rodině Vincence Zusky (1861–1950), obuvníka ve Svinařově a později dlouholetého starosty ve Slabcích, a Kláry roz. Lisnerové (1863–1935) jako druhý ze tří synů. Starší Josef (1886–1968) se stal bankovním úředníkem, nejmladší Antonín (1889–1957) byl rolníkem.
V letech 1903 až 1905 se František Zuska učil dekoračnímu malířství u Josefa Seligera, dekoračního malíře a lakýrníka v Žatci. Po vyučení pracoval až do října 1907 v tomto oboru u různých firem v Curychu, Mnichově, Berlíně, Hamburku, Lübecku a Drážďanech. V té době se rozhodl pro životní dráhu výtvarníka a na radu svého strýce Karla Buriana, který byl v té době hvězdou drážďanské opery, si pro studium vybral právě Drážďany.
Od r. 1907 do r. 1908 navštěvoval soukromou Drážďanskou uměleckou školu (Dresdner Kunstschule). Jeho učiteli byli Guido Richter, majitel a ředitel školy, a dále Wolfgang Müller, Herrmann Dittrich, Franz Hochmann, Karl Höfer a Paul Börner.
V letech 1908–1914 studoval na Královské akademii výtvarných umění v Drážďanech (Königliche Akademie der Bildenden Künste zu Dresden, dnes Vysoká škola výtvarných umění v Drážďanech). Zde studoval u profesorů Richarda Müllera, Oskara Zwintschera a především Otto Gussmanna, jehož akademický mistrovský ateliér navštěvoval od r. 1909 až do r. 1914. Akademii absolvoval velmi úspěšně, během studia získal v r. 1909 prémii, v r. 1911 malou stříbrnou medaili a konečně v r. 1914 za obraz „Matka Země“ velkou zlatou medaili a cestovní stipendium. Obraz byl ještě téhož roku vystaven v Drážďanech a ve výstavní hale Glaspalast v Mnichově.
Během studií podnikl četné studijní cesty po celém Německu a Rakousko-Uhersku, dále Švýcarsku a Francii, opakovaně navštívil tehdejší Ruské Polsko.
Od května 1914 do května 1915 byl zaměstnán u firmy Ing. arch. Ignacy Mişkiewicz a Ing. arch. Józef Kon ve Varšavě, kde se podílel na projektu zahradního města ve varšavské čtvrti Młociny.
Po vypuknutí 1. světové války byl v Čenstochové zatčen německou armádou a deportován na rakousko-uherské území. V červnu 1915 narukoval do Lince k 28. zeměbraneckému pluku (od r. 1917 28. střelecký pluk; sídlil v Písku, během války byl dislokován v Linci), prošel školou pro záložní důstojníky ve Štýru a poté odešel do pole. Dostal se do Haliče, na Ukrajinu, do Maďarska a na Balkán. K 1. únoru 1917 byl jmenován poručíkem domobrany (Landsturmleutnant).
I během válečné služby se intenzivně věnoval výtvarné činnosti, vytvořil řadu portrétních i jiných kreseb z vojenského i civilního prostředí. V r. 1917 se navrátil do Lince a také do Písku, kde se seznámil s básníkem Adolfem Heydukem. Nakreslil tužkou několik jeho podobizen, dnes nezvěstných.
Ještě během války vystavoval své obrazy a to na přelomu let 1917 a 1918 v pražském Rudolfinu, poté se s velkým úspěchem zúčastnil velkou sérií obrazů výstavy Hornorakouského uměleckého spolku v Linci na jaře roku 1918.
Koncem roku 1918 se vrátil do civilního života, ale už v lednu 1919 se stal aktivním důstojníkem československé armády. Služba v armádě mu skýtala uspokojivé materiální zabezpečení a dostatek času na výtvarnou činnost.
Nejprve krátkodobě sloužil u – již československého – 28. střeleckého pluku v Písku. Zde měl příležitost prohloubit své přátelství s Adolfem Heydukem, které pak trvalo až do básníkovy smrti. Ještě v roce 1919 vytvořil dva Heydukovy portréty, z nichž jeden mu věnoval. Byl údajně posledním, kdo ho portrétoval.
Od března 1919 do konce srpna 1921 byl přidělen do Prahy, kde vytvořil mj. svůj největší obraz „Upálení Mistra Jana Husi“, dnes nezvěstný, a zejména se začal intenzivně věnovat sochařské a medailérské tvorbě. Z tohoto období pocházejí jeho první pamětní medaile a plakety a busta Karla Buriana.
Následoval krátkodobý pobyt v Brně. K 1. listopadu 1919 byl povýšen do hodnosti nadporučíka. Dnem 4. února 1922 nastoupil jako intendanční důstojník k Železničnímu pluku v Pardubicích, kde pak setrval až do rozpuštění armády v r. 1939.
Od samého počátku se podílel na společenském, kulturním a spolkovém životě Pardubicka. V rámci pardubické odbočky Svazu čs. důstojnictva se významně účastnil na organizaci reprezentačního plesu Svazu konaného 9. ledna 1923 v Pardubicích, pro který navrhl i nevšední taneční pořádek, i jiných akcí. Aktivně spolupracoval s Družstvem pro postavení pomníku T. G. Masaryka v Pardubicích, které bylo ustaveno již v r. 1921.
V r. 1923 jako externista s úspěchem složil maturitní zkoušku na státní reálce v Rakovníku. K 31. prosinci 1923 byl povýšen do hodnosti kapitána.
V r. 1924 vytvořil další pamětní medaile a také bustu Bedřicha Smetany, dále pak vypracoval pro zmíněné Družstvo formou sádrového modelu a uhlokresby návrh pomníku T. G. Masaryka, který se posléze díky reprodukci kresby na pohlednicích dočkal jisté publicity. K realizaci nedošlo, na pomník byla v roce 1926 vypsána výtvarná soutěž, ve které zvítězil návrh Otakara Španiela.
Karlu Burianovi, který zemřel 25. září 1924, sejmul o dva dny později posmrtnou masku a odlitek pravé ruky. K burianovskému tématu se vrátil ještě téhož roku hlavou Karla Buriana a záhy poté bustami Karla i Emila Buriana.
Dne 15. prosince 1926 se oženil s Martou Wendlovou roz. Trunečkovou (1902–?), s níž měl později syna Karla (1927–2018) a dceru Evu (1930–2018). V té době se také znovu vrátil k olejomalbě, nejprve k portrétní tvorbě, v letech 1928 a 1929 pak ke krajinářství. O rok později znovu začal malovat koně, což bylo téma prolínající se jeho tvorbou od studentských let. Namaloval mj. jezdecké portréty závodníků kpt. Rudolfa Poplera a škpt. Františka Ventury. Též se začal soustavněji věnovat malbě zátiší, která do té doby stála téměř zcela mimo jeho zájem.
Dne 26. června 1930 byl založen Spolek výtvarných umělců východočeských v Pardubicích. František Zuska byl jedním ze zakládajících členů spolku a stal se členem spolkového výboru.
V r. 1932 vytvořil dvojreliéf Karla a Emila Buriana pro památník bratří Burianů v urnovém háji v Rakovníku. Památník, který projektoval architekt František Albert Libra, byl slavnostně dokončen 4. září 1932.
V r. 1934 namaloval František Zuska dvojportrét svých rodičů k příležitosti jejich zlaté svatby a zhotovil i bronzovou plaketu s týmž motivem. Ve stejném roce vytvořil bronzovou pamětní desku Karla Buriana, která byla 5. července 1934 slavnostně instalována na pěvcově rodném domě v Rousínově. Je to jediná realizovaná pamětní deska z jeho ruky, která se zachovala až do dnešních dní.
V tomtéž roce byl dokončen i první z devíti portrétů pardubických starostů, které namaloval pro zasedací síň města Pardubic. Další jsou z následujícího roku, poslední byl domalován až v r. 1939. V r. 1935 též vznikla bronzová pamětní deska prvního ředitele Národního divadla Františka Adolfa Šuberta. Odhalení desky na domě na Smíchově, kde slavný divadelník žil a zemřel, se odehrálo 8. září 1935 a bylo vskutku okázalé. Deska byla později, nejspíše ve válečných letech, sejmuta a už nebyla obnovena.
V první polovině třicátých let vytvořil František Zuska i řadu sportovních trofejí a to pro automobilové a cyklistické závody v Lázních Bohdaneč, dále pro turnaj juniorů tenisového klubu LTC Pardubice (klub je stále aktivní a pořádá Pardubickou juniorku) a také pro těžkoatletický klub TAK Pardubice.
V té době též usiloval o možnost vytvořit pamětní desku Emila Buriana pro jeho rodný dům v Rakovníku. V roce 1936 zhotovil její sádrový model, realizaci desky se však nepodařilo prosadit.
Rok 1936 byl i obratem v osobním životě. Manželství s první ženou, Martou, bylo rozvedeno. V následujícím roce se František Zuska oženil se Štěpánkou roz. Laušmanovou (1910–2001), s níž měl později syny Jana (* 1938) a Milana (1942–1959). Ke dni 1. dubna 1938 byl pak po čtrnácti letech odkladů povýšen do hodnosti štábního kapitána.
V roce 1938 vrcholil významný projekt, který vzešel z iniciativy příslušníků Železničního pluku a vojáci jej také sami a v podstatě vlastníma rukama realizovali. Zpočátku se mu říkalo „Památník příslušníkům železničního pluku padlým za vlast 1918–1919“. Měl připomínat výročí vzniku pluku a zároveň uctít památku jeho padlých příslušníků. Šlo zejména o vojáky 6. roty, kteří v roce 1919 položili své životy při obraně své vlasti v boji proti Maďarům.
Pomník navrhl František Zuska, nalezl pro něj ideální místo na Zborovském náměstí v parku před Masarykovými kasárnami. Vytvořil jej jako žulový monolit s masivním podstavcem ze stejného materiálu a s bronzovými doplňky (znakem republiky, mečem a okřídleným železničním kolem) o výšce asi 8,5 m. Práce začaly již v r. 1937. Realizace představovala organizačně i technicky mimořádně náročný projekt, který byl podrobně sledován veřejností i tiskem. Železniční pluk měl zkušenosti s transportem těžkých břemen, mj. i s někdejší dopravou obelisku na Pražský hrad. Materiál byl získán z bludného balvanu v lese „Na Strakách“ u Žumberka. Vlastní monolit byl s obrovským úsilím dopraven do Pardubic ještě v r. 1937, bloky pro podstavec na jaře r. 1938. Koncem září 1937 byl na místě budoucího pomníku vztyčen obrovitý kašírovaný model (ten je vidět na dvou soudobých pohlednicích s motivem pomníku). V neděli 27. března 1938 byl slavnostně položen základní kámen. Vlastní pomník byl pak bez jakékoliv publicity dokončen ještě v průběhu téhož roku. Byla též vydána pamětní medaile Františka Zusky připomínající vznik pluku i jeho padlé.
Po druhé světové válce byly nápisy na pomníku pozměněny a jeho původní poslání potlačeno. Dnes je na něm nápis „Obětem za vlast 1918–1945“ a mylný rok dokončení 1946. Architektonická hodnota díla zůstala nedotčena, pomník byl i poúnorovými úřady akceptován a koncem 50. let 20. století zapsán v Ústředním seznamu kulturních památek České republiky.
Po rozpuštění československé armády se František Zuska s rodinou přestěhoval do Hořic, kde se stal k 1. září 1939 profesorem výtvarných předmětů na tehdejší Státní průmyslové škole sochařské a kamenické (dnes Střední průmyslová škola kamenická a sochařská v Hořicích). Svou výtvarnou tvorbou se však ještě vrátil do Pardubic. Pro tamější arciděkanský chrám sv. Bartoloměje vytvořil sochu prvního pražského arcibiskupa Arnošta z Pardubic. Socha z bílého mramoru v nadživotní velikosti, s mozaikou v pozadí, byla slavnostně vysvěcena 25. srpna 1940. Událost byla součástí oslav 600. výročí povýšení Pardubic na město. K této příležitosti navrhl autor sochy i pamětní medaili, kterou v témže roce vydalo město Pardubice v nákladu 500 kusů.
Nepříznivé klima Protektorátu se drasticky odrazilo i na osudu Františka Zusky a jeho rodiny a především příbuzenstva jeho manželky. On sám byl v červenci 1942 z politických důvodů přeložen do trvalé výslužby. Věnoval se pak výhradně umělecké činnosti. V tomto poměrně krátkém údobí vytvořil řadu zajímavých olejomaleb s širokým spektrem námětů.
V září 1945 se do své školy vrátil a začal se kromě malování znovu zabývat i dalšími výtvarnými projekty. V r. 1946 dostal prestižní zakázku od pardubického arciděkana Msgre. Vincence Šetiny na oltářní obraz „Umučení sv. Bartoloměje“. Dílo mělo nahradit původní „německý“ a začernalý obraz od Michaela Willmanna. Ten byl během 2. světové války sňat a ukryt, po válce už nebyl z rozhodnutí arciděkana Šetiny navrácen na původní místo. Ještě téhož roku byl obraz Františka Zusky dokončen a zavěšen nad oltář, ale vzbudilo to velkou nevoli především odborné veřejnosti, které se příčilo odstranění díla ceněného barokního malíře. V roce 1950 byl svěšen, dlouhá léta nezvěstný a teprve nedávno byl znovu objeven. Původní Willmannův obraz byl po restaurování vrácen zpět na své původní místo.
Od roku 1947 František Zuska pravidelně pobýval ve Vítkovicích v západních Krkonoších, kde se s velkým nasazením věnoval krajinomalbě a vytvořil několik desítek obrazů inspirovaných horskými scenériemi.
Po únorovém převratu se však jeho životní i profesní vyhlídky dramaticky zhoršily. Vše se opakovalo. V lednu 1949 byl z podnětu okresního akčního výboru Národní fronty v Hořicích opět penzionován. Nebylo to však jediné příkoří ze strany nového režimu. Zanedlouho následovalo nucené vystěhování z hořického bytu a ateliéru do vsi Chvalina (nyní součást Hořic), drastické snížení důchodu, odebrání potravinových lístků. Nastalo období opravdové hmotné nouze a mnoha strastí, které postihly celou rodinu. Řešil je rozprodáním své vynikající knihovny a hledáním kupců pro své obrazy a to i pro takové, které by za jiných okolností rozhodně neprodal. V roce 1953, již velmi vážně nemocen, se pokusil uniknout z nepřátelského hořického prostředí a svým dětem zajistit možnost studia. S celou rodinou se přestěhoval do domu svého bratra Josefa v Ruzyni.
Teprve teď počal ztrácet tvůrčí elán. Zemřel dva roky poté ve Všeobecné fakultní nemocnici v Praze. Je pohřben na Vinohradském hřbitově.

### Členství v uměleckých spolcích
Byl zakládajícím členem a členem výboru Spolku výtvarných umělců východočeských, dále členem Syndikátu výtvarníků československých a Spolku podkrkonošských výtvarníků Hořice. V roce 1939 byl jmenován členem Masarykovy galerie plastik Průmyslového musea podkrkonošského v Hořicích.

### Výstavy
Drážďany, 1914
Mnichov, Glaspalast, 1914
Praha, Rudolfinum, 1917/1918
Die zweite Abteilung der Ausstellung des Oberösterreichischen Kunstvereines, Linec, 26. 5. – 5. 6. 1918
Výstava medailí v zemích českých, Praha, Uměleckoprůmyslové muzeum, 15. 5. – 9. 6. 1924
Krajinská výstava východních Čech, Litomyšl, 29. 6. – 28. 7. 1929
Výstava návrhů plakátu na Výstavu tělesné výchovy a sportu ČSR v Pardubicích, Pardubice, Výstavní síň Husova sboru, 13.–30. 4. 1930
Členská výstava Spolku výtvarných umělců východočeských, Pardubice, budova měšťanských škol na Novém Městě, 14. 12. 1930 – 6. 1. 1931
Členská výstava Spolku výtvarných umělců východočeských, Pardubice, Městské průmyslové museum, 6. 12. 1931 – 1. 2. 1932
Členská výstava Spolku výtvarných umělců východočeských, Lázně Bohdaneč, ?? – 15. 8. 1932
Členská výstava Spolku výtvarných umělců východočeských, Pardubice, Městské průmyslové museum, 20. 11. – 12. 12. 1932
Členská výstava Spolku výtvarných umělců východočeských, Plzeň, výstavní síň Obchodní akademie, 9.–23. 4. 1933
Výstava výtvarníků rakovnické reálky, Rakovník, Masarykova veřejná škola obchodní, 2.–16. 7. 1933
Lázně Bohdaneč, 1933
Členská výstava Spolku výtvarných umělců východočeských, Pardubice, Městské průmyslové museum, 25. 3. – 8. 4. 1934
Výstava Bedřicha Smetany v Litomyšli, Litomyšl, zámek, 3. 6. – 30. 9. 1934
Členská výstava Spolku výtvarných umělců východočeských a Spolku slovenských umelcov, Pardubice, Městské průmyslové museum, 25. 11. – 16. 12. 1934
Členská výstava Spolku výtvarných umělců východočeských, Pardubice, Městské průmyslové museum, 1.–15. 12. 1935
II. rakovnický salon, Rakovník, Stará pošta, 1. 5. – ?? 1940
Národ svým výtvarným umělcům, Hořice, obecná škola Na Habru, 15. 12. 1940 – 5. 1. 1941
Národ svým výtvarným umělcům, Nová Paka, hotel Centrál, 22. 2. – 8. 3. 1942
Výstava výtvarníků z Hořicka, Hořice, obecná škola Na Habru, 5.–20. 4. 1942
Členská výstava Svazu výtvarných umělců východočeských, Chrudim, výstavní sál divadla, 29. 11. – 6. 12. 1942
Členská výstava Svazu výtvarných umělců východočeských, Pardubice, hotel Viktoria, 13.–22. 12. 1942
IV. rakovnický salon, Rakovník, Stará pošta, 13.–27. 12. 1942 a Křivoklát, budova školy, leden 1943
1. litomyšlský výtvarný salon, Litomyšl, Smetanův dům, 17. 10. – 7. 11. 1943
Podkrkonoší v umění výtvarném a ve fotografii, Nová Paka, aula Reálného gymnázia, 5. 12. 1943 – 2. 1. 1944
Členská výstava Spolku výtvarných umělců východočeských, Hradec Králové, Museum, 9.–30. 4. 1944
Hořičtí výtvarníci: výstava pořádaná výtvarnou komisí Okresní rady osvětové v Hořicích, Hořice, Vyšší průmyslová škola sochařská a kamenická, 6.–31. 7. 1947
I. členská výstava Spolku podkrkonošských výtvarníků, Hořice, 20. 6. – 31. 7. 1948
Výstava členů Spolku podkrkonošských výtvarníků, pořádaná v rámci akce „Hořické jaro“, Hořice, 30. 4. – 13. 5. 1950
Naše písemnictví v numismatických památkách: medaile – plakety – mince, Praha, Památník národního písemnictví, březen – duben 1960
50 let československé medaile kremnické mincovny 1918–1968, Brno, 1969
Medaile, dokument 19. a 20. století. České a slovenské medaile ze sbírek Národního muzea v Praze, Karlovy Vary, Karlovarské muzeum, březen-duben 1985
Medaile, dokument 19. a 20. století. České a slovenské medaile ze sbírek Národního muzea v Praze, Praha, Národní muzeum, 1986
František Zuska 1887–1955, retrospektivní výstava, Rakovník, Rabasova galerie, 22. 6. – 3. 9. 2017

### Příbuzenské vztahy
Vincenc Zuska (1861–1950), starosta ve Slabcích – otec; Jan Zuska (1918–1979), básník a hudebník – synovec; Karel Burian (1870–1924), operní pěvec – strýc; Emil Burian (1876–1926), operní pěvec – strýc; Emil František Burian (1904–1959), hudebník a režisér – bratranec; Bohumil Laušman (1903–1963), politik – švagr.

## Dílo (výběr)

### Obrazy
Malířská tvorba je dosti rozmanitá a velmi rozsáhlá, čítá zhruba 400 dosud známých položek, obvykle to jsou olejomalby na plátně. Jde většinou o portréty a figurální malbu, krajinomalbu, oblíbenými náměty byli též koně a od začátku 30. let zátiší – květinová, lovecká, houbařská aj.
- Rodný dům Karla Buriana v Rousínově (1908)

akvarel (Rabasova galerie, Rakovník)
- Bubeník (1909)

olejomalba
- Martha Berthold (1911)

portrét pianistky, tempera
- Belgický kůň s čeledínem (1912)[90]

olejomalba
- Bohém (1912)[69]

tempera
- Dívka s kočičkami (1912)

dívčí hlava, olejomalba
- Kůň v tůni (1912)[51]

olejomalba
- Architekt Ignacy Mişkiewicz (1912)[41]

portrét, olejomalba, 50×44 cm
- L. N. Tolstoj (1913)

portrét, olejomalba (Městské muzeum a Galerie plastik, Hořice)
- Kostel – Boží tělo ve Slabcích (1913)[27][28][29]

olejomalba
- Cikánka s ovocem (1913)[54]

olejomalba
- Mulat (1913)[91][92]

půlakt, olejomalba
- Mulat se džbánem (1914)

akt, olejomalba
- Sedící rytíř (1914)

olejomalba (Městské muzeum a Galerie plastik, Hořice)
- Matka Země (1914)[93][94]

tempera 225×225 cm (Střední průmyslová škola kamenická a sochařská, Hořice)
- Ležící akt (1917)

olejomalba
- Adolf Heyduk (1919)[12][95]

malý portrét, olejomalba (Památník Adolfa Heyduka, Písek)
- Adolf Heyduk (1919)[12][95][96][97][98][99][100][101][102]

velký portrét, olejomalba
- Karel Burian (1920)

portrét, olejomalba (Národní muzeum, Praha, divadelní oddělení)
- Upálení Mistra Jana Husi (1921)

tempera na plátně, 470×292 cm
- Karel a Emil Burianové (1923)

dvojportrét, olejomalba
- T. G. Masaryk (1926)

portrét, olejomalba
- Krajina s kupkami sena (1928)

olejomalba
- Olympijský vítěz škpt. František Ventura (1930)

jezdecký portrét, olejomalba
- Utopenec (1932)[46][65][103]

tempera
- Klára a Vincenc Zuskovi (1934)

dvojportrét rodičů, olejomalba
- Generál Ing. Karel Štěpánek (1935)

portrét, olejomalba
- Kamélie (1940)

olejomalba
- Gratulanti (1943)

dvojportrét synů Jana a Milana, olejomalba
- Krajina od Boháňky k Lanžovu (1943)

olejomalba (Městský úřad, Dvůr Králové nad Labem)
- Umučení sv. Bartoloměje (1947)[104][105][106]

oltářní obraz pro chrám sv. Bartoloměje v Pardubicích, olejomalba (Městské muzeum, Přelouč)
- Cihelna ve Chvalině (1952)

olejomalba
- Pohled na ves Vítkovice v Krkonoších (1953)

olejomalba

### Kresby, grafické práce, tisky
- Adolf Heyduk (1917)

soubor portrétních kreseb, tužka na papíře
- VII. všesokolský slet v Praze (1919 nebo 1920)[107]

návrh plakátu, tempera na papíře, 59,5×54,5 cm; Národní muzeum v Praze, Oddělení dějin tělesné výchovy a sportu, inv. č. 16514.
- První representační ples odbočky Svazu čs. důstojnictva v Pardubicích 1923 (1923)[15]

grafický návrh tanečního pořádku, vytiskla Grafia Praha, barevný ofset na papíře, 12 nečíslovaných stran, 160×120 mm
- Situační kresba pomníku T. G. Masarykovi (1924)[19]

pohlednice, reprodukce uhlokresby z r. 1924, barevný ofset na papíře, 140×90 mm, vydáno pro Družstvo pro postavení pomníku T. G. Masaryka v Pardubicích (Východočeské muzeum, Pardubice, fond Pohlednice)
- Spolek výtvarných umělců východočeských v Pardubicích (1930?)

návrh razítka, černá tuš na papíře, asi nerealizováno
- Výstava tělesné výchovy a sportu Republiky československé v Pardubicích (1931)

návrhy plakátů a nálepek, tempera na papíře
- Alexandr Alexandrovič Aljechin (1933)

série portrétních perokreseb šachového velmistra s jeho podpisem, inkoust na papíře
- Josef Bohuslav Foerster (1935)[109]

2 portrétní perokresby se skladatelovým podpisem, tuš na papíře

### Sochy, pomníky, pamětní desky

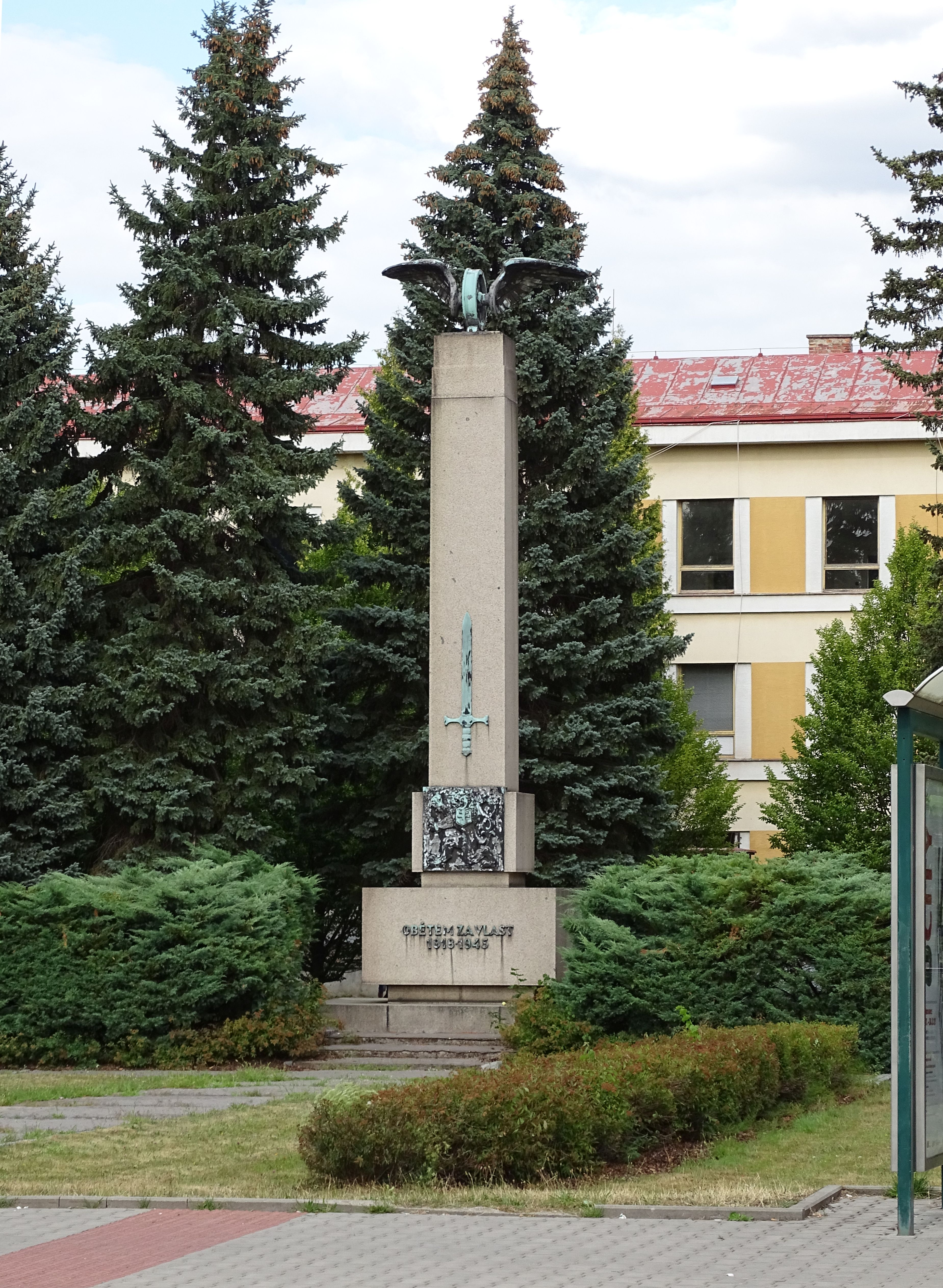
Pomník Osvobození na Zborovském náměstí v Pardubicích (stav v r. 2015)

- Karel Burian (1920)[110][111][112][113]

poprsí, patinovaná sádra (Národní muzeum, Praha, divadelní oddělení)
- Karel Burian (1924)[114]

hlava, patinovaná sádra
- Karel Burian (1924)[112][115][116]

posmrtná maska a odlitek pravé ruky, sejmuto 27. 9. 1924, sádra (Muzeum T. G. M., Rakovník)
- Bedřich Smetana (1924)[59][117][118][119]

poprsí, patinovaná sádra, odkoupilo a kopie prodávalo hudební nakladatelství M. Urbánek, Praha
- Karel Burian (1925?)[120]

poprsí, sádra
- Emil Burian (1925)[121]

poprsí, patinovaná sádra
- T. G. Masaryk (1925)[16]

poprsí, sádra
- T. G. Masaryk (1925)[20]

návrh pomníku v Pardubicích, sádra
- Emil Burian (1926)[115][116]

posmrtná maska a odlitek pravé ruky, sádra (Muzeum T. G. M., Rakovník)
- Kája (1929)

autorův syn Karel, poprsí, patinovaná sádra
- Bratři Karel a Emil Burianové (1932)[113][122][123][124][125][126][127][128][129][130][131][132][133][134][135][136][137]

reliéf na jejich památníku v urnovém háji v Rakovníku, bronz
- Generál Jaroslav Červinka st. (1932)[138]

poprsí, patinovaná sádra
- Kapitán Rudolf Popler (1932)[139][140][141][142][143]

posmrtná maska, sejmuta v Pardubicích 17. 10. 1932, sádra
- Generál Jaroslav Červinka st. (1933)[144][145][146][147]

posmrtná maska, sejmuta 11. 1. 1933, sádra
- Pamětní deska Karla Buriana (1934)[132][148][149][150][151][152][153][154][155][156][157][158][159][160]

na jeho rodném domě v Slabcích – Rousínově čp. 40, bronz
- Pamětní deska F. A. Šuberta (1935)[161][162][163][164][165][166][167][168][169][170][171][172][173][174][175][176][177][178][179][180][181][182]

na domě na Smíchově, Nábřeží Legií č. p. 39 (nyní Praha 5, Janáčkovo nábřeží 51), bronz, odhalena 8. září 1935; deska byla sejmuta během 2. světové války a nebyla obnovena
- Pamětní deska Emila Buriana (1936)[23]

nerealizovaný návrh, sádra
- Ing. Josef Prokop (1936)

poprsí, sádra
- Pamětní deska Ing. Josefa Prokopa (1938)[183][184]

pardubického starosty, 220×135 cm, bronz; instalována nad vchodem do budovy závodu Josefa Prokopa synové v Pardubicích, slavnostně odhalena 29. 5. 1938, dnes nezvěstná
- Památník příslušníkům Železničního pluku padlým za vlast 1918–1919 (1938)[185][186][187][188][189][190][191][192][193][194][195][196][197][198][199][200][201][202][203][204][205][206]

žulový monolit před Masarykovými kasárnami na Zborovském náměstí v Pardubicích; po 2. světové válce upraven a tehdy opatřen nápisem „Obětem za vlast 1918–1945“ a nepravdivě označen rokem vzniku 1946; od 3. května 1958 zapsán v Ústředním seznamu kulturních památek České republiky coby pomník Osvobození; na seznamu vojenských pietních míst je veden jako pomník Obětem válek
- Arcibiskup Arnošt z Pardubic (1940)[208][209][210][211][212][213][214][215][216][217][218][219][220][221][222][223][224][225][226][227][228][200][229][230][231][232][233][234][235][236][237][238][239][240][241][242][243][244][245][246]

socha v nadživotní velikosti, bílý mramor, v pozadí mozaika (kostel sv. Bartoloměje, Pardubice)
- Svatý Václav (1940)

poprsí, sádra
- Matka s kojencem (1948)

stojící figura v životní velikosti, návrh náhrobní plastiky, sádra

### Drobné plastiky
Jedná se především o pamětní medaile, plakety a sportovní ceny či trofeje.
- Karel Burian (1921)

bronzová plaketa okrouhlá, litá, průměr 306 mm, předloha aversu medaile (Národní muzeum, Praha, divadelní oddělení)
- Karel Burian | 1891–1921 (1921)[113][248][249][250][251][252][253][254][255]

bronzová medaile oboustranná, avers je redukcí předchozí položky, signován „F. ZVSKA“, průměr 50 mm, ražba 100 ks, část ražby stříbro, Mincovna Kremnica (Národní muzeum, Praha, numismatická sbírka; Východočeské muzeum, Pardubice, numismatická podsbírka; Muzeum T. G. M., Rakovník, numismatická sbírka)
- Adolf Heyduk (1921)[256][257]

bronzová plaketa jednostranná litá, 173×113 mm (Národní muzeum, Praha, numismatická sbírka; Prácheňské muzeum, Písek, podsbírka plastiky)
- Karel Havlíček Borovský | 1821–1921 (1921)[254][257][258][259][260][261][262][263]

bronzová medaile oboustranná, průměr 50 mm, avers signován „F. ZVSKA“, revers „FZ“ a „Vydal Chavra“, ražba 100 ks, část ražby stříbro, Mincovna Kremnica, vydal K. Chaura, Praha (Národní muzeum, Praha, numismatická sbírka; Národní muzeum, Praha, oddělení starších českých dějin; Archiv hl. m. Prahy, Praha, sbírka medailí; Moravské zemské muzeum, Brno, oddělení dějin divadla, fond „Trofeje“; Muzeum Vysočiny, Havlíčkův Brod; Západočeské muzeum, Plzeň, numismatická sbírka; Muzeum východních Čech, Hradec Králové, numismatická sbírka)
- Marie Zounková provd. Kadeřávková, věnuje otec 1921, ve Vykáni č. 5 (1921)[256][257][264][265][266]

bronzová plaketa ražená oboustranná, 53×82 mm, ražba 50 ks, část ražby stříbro, Mincovna Kremnica (Národní muzeum, Praha, numismatická sbírka)
- Bedřich Smetana (1924)

bronzová plaketa jednostranná, průměr 295 mm, předloha aversu medaile (Východočeská galerie v Pardubicích)
- Vltava (1924)

bronzová plaketa jednostranná, průměr 295 mm, předloha reversu medaile (Východočeská galerie v Pardubicích)
- Bedřich Smetana (1924)[60][117][118][119][256][257][268][269][270]

redukce předchozích dvou položek, bronzová medaile oboustranná, průměr 53 mm, ražba 200 ks, I. B. Pichl Praha, vlastním nákladem (Národní muzeum, Praha, numismatická sbírka; Moravské muzeum, Brno, oddělení dějin divadla, fond „Trofeje“; Regionální muzeum, Chrudim; Východočeské muzeum, Pardubice, numismatická podsbírka)
- Jan Žižka | Pěší pluk 3 Jana Žižky z Trocnova (1924)

návrh medaile, 2 sádrové plakety okrouhlé, průměr 300 mm, avers: Jan Žižka na koni, text „Jan Žižka 1424“; revers: státní znak, před ním ležící meč, text „Pěší pluk 3 Jana Žižky z Trocnova“, na obou stranách signatura „F. Zuska“; nerealizováno
- Jan Žižka z Trocnova (1924)[271]

bronzová plaketa okrouhlá, jednostranná, litá, průměr 300 mm, na dřevěném stojanu, odlitek aversu předešlé položky
- Kája (1930)

autorův syn Karel, bronzová plaketa litá, 143×222 mm
- Lázně Bohdaneč (1932)

sportovní cena pro tamější automobilové závody, bronzová plaketa jednostranná, litá, signováno „ZUSKA“, 300×250 mm.
- Lázně Bohdaneč (1932)[257]

redukce předchozí položky, označení pro účastníky tamějších automobilových a cyklistických závodů, bronzová plaketa jednostranná ražená, 50×66 mm, 100 ks, ražba I. B. Pichl, Praha; používána (a pravděpodobně i znovu ražena) i v následujících letech (Národní muzeum, Praha, numismatická sbírka; Národní muzeum, Praha, sbírka tělesné výchovy a sportu; Východočeské muzeum, Pardubice, numismatická podsbírka)
- TAK Pardubice (1933)

sportovní cena pro těžkoatletický klub TAK Pardubice, bronzová plaketa jednostranná, litá, 240×200 mm
- Bedřich Smetana (1934)[56][57][58][59][60]

bronzová plaketa jednostranná, litá, 230×184 mm
- Týden brannosti Pardubice 1934 (1934)

bronzová plaketa jednostranná, litá, 200×87 mm, na závěsné mramorové desce 261×168 mm, signatura „FZ“, 50 ks
- Týden brannosti Pardubice 1934 (1934)[272][273]

mosazný odznak 40×18 mm, redukce předchozí položky, 5000 ks, výroba Karnet a Kyselý Praha
- Klára a Vincenc Zuskovi (1934)

dvojreliéf rodičů na paměť jejich zlaté svatby, bronzová plaketa jednostranná, litá, 230×200 mm, 2 ks
- Na paměť věnování plukovního praporu Železničnímu pluku 10. 3. 1935 | Pardubice 1935 (1935)[255][274][275][276][277][278][279][280][281][282][283][284][285]

bronzová medaile oboustranná, průměr 60 mm, na obou stranách signováno „F. Zuska“; avers: starosta Pardubic JUDr. Frýba předávající prapor veliteli pluku plk. ing. Pachtovi, revers: znak železničního pluku"; ražba 100 ks, část ražby stříbro, Mincovna Kremnica, vydal Železniční pluk, Pardubice (Národní muzeum, Praha, numismatická sbírka)
- XII. mezinárodní turnaj juniorů, LTC Pardubice (1935)[257][286][287][288][289]

sportovní cena pro tenisový klub LTC Pardubice, bronzová plaketa jednostranná, litá, signatura „FZ“, 110×80 mm, 100 ks
- Putovní cena MUDra Rudolfa Martina juniorskému mistru ČSR (1935)[290][291][292]

sportovní cena pro tenisový klub LTC Pardubice, bronzová plaketa jednostanná, litá, zasazená v onyxu, 300×150 mm
- Mesto Bratislava Ženijnému pluku | Na pamäť venovania zástavy (1936)[257][283][293][294][295][296]

bronzová medaile oboustranná, avers: president Eduard Beneše předávajícího prapor veliteli pluku plukovníku ing. Josefu Klicperovi, signován „F. Zuska“; průměr 61 mm, ražba 100 ks, Mincovna Kremnica, vydal 6. ženijní pluk, Bratislava (Východočeské muzeum, Pardubice, numismatická podsbírka; Vojenský historický ústav, Praha)
- 20 let Železničního pluku 1919–1939 | Příslušníkům Železničního pluku padlým za vlast 1918–1919 (1939)[257]

bronzová medaile oboustranná, na obou stranách signovaná „F. ZUSKA“, průměr 60 mm, ražba 100 ks, I. B. Pichl, Praha, vydalo Sdružení pro postavení památníku příslušníkům Železničního pluku padlým za vlast 1918–1919, Pardubice
- Arnošt z Pardubic, první arcibiskup pražský | Na paměť 600 let povýšení Pardubic na město 1340 – 1940 (1940)[209][210][216][218][219][222][223][239][240][257][297][298][299][300][301][302][303]

bronzová medaile oboustranná, průměr 70 mm, ražba 500 ks, Mincovna Kremnica, vydal Přípravný výbor pro pořízení památníku prvnímu arcibiskupu Arnoštu z Pardubic (Národní muzeum, Praha, numismatická sbírka; České muzeum stříbra, Kutná Hora)

## Galerie

Chlapec držící medvídka (olej na kartonu)
Vivat academia (olej na plátně)